# Au bon beurre
 (octobre 2015).
Au bon beurre est un roman de Jean Dutourd paru le 10 septembre 1952 aux éditions Gallimard et ayant reçu le Prix Interallié la même année.

## Résumé
Ce roman se déroule pendant la période de l'occupation allemande de la France. Un crémier opportuniste et peu scrupuleux se livre à l'activité du marché noir en se convaincant du bien-fondé de ses actes. Deux intrigues principales suivent le destin du couple Poissonard qui tient une crèmerie « Au Bon Beurre » à Paris dans le quartier des Ternes dans les années 1940 et d'un jeune homme, Léon Lécuyer, fils d'une de leurs clientes et ancien prisonnier de guerre évadé.

## Personnages
- Charles-Hubert Poissonard, le propriétaire de la crèmerie et qui s'approvisionne dans les fermes au marché noir
- Julie, sa femme, qui tient la boutique et truque la marchandise
- Jeannine, leur fille, qui passe beaucoup de temps à lire
- Henri le fils, enfant gâté
- Madame Lécuyer, cliente de la crèmerie
- Léon Lécuyer, son fils, évadé d'un camp

## Déroulement du livre
Le livre est composé de 4 parties, se déroulant pendant l'Occupation, et un épilogue ayant lieu après la Libération.

### Première partie

#### Chapitre 1
Le livre commence à la fin de l’exode, où la famille Poissonard rentre dans sa crèmerie et accumule d'énormes stocks de nourriture en prévision du rationnement qui va être mis en place durant l'occupation.

#### Chapitre 2
Léon Lécuyer s'enfuit d'un Oflag, réussit à revenir à Paris, mais est dénoncé par les Poissonard, ce qui le force à s'enfuir.

#### Chapitre 3
Les Poissonard découvrent leur pouvoir avec le rationnement et le premier hiver, truquent leurs mesures et mettent en place un système de ravitaillement au marché noir à la campagne.

#### Chapitre 4
Description d'un dîner typique, dans l'opulence, chez les Poissonard. Charles-Hubert pense collaborer avec les Allemands, pour améliorer sa situation.

#### Chapitre 5
Léon Lécuyer se réfugie chez une fille du quartier, Émilienne, dont il tombe amoureux. Elle lui donne de l'argent et des vêtements pour qu'il prenne le train afin d'aller en zone libre.

#### Chapitre 6
Jules Lemercier, un résistant, découvre que Léon Lécuyer est un prisonnier évadé et l'aide à passer la ligne de démarcation.

### Deuxième partie

#### Chapitre 1
Les Poissonard gagnent beaucoup d'argent, et se justifient moralement du marché noir.

#### Chapitre 2
Josette, une fille chétive et naïve est embauchée comme vendeuse et bonne à tout faire. Elle est maltraitée par la famille.

#### Chapitre 3
Les Poissonard continuent le marché noir, le vol de leurs clients et le trucage de la marchandise, mais décident de cesser de collaborer avec les Allemands.

#### Chapitre 4
Les discussions des clients dans la boutique. Il y a les fervents du maréchal Pétain, ceux qui détestent plus les Anglais que les Allemands, les royalistes, les antisémites, et quelques gaullistes.

#### Chapitre 5
Josette, poussée par la faim, vole un morceau de fromage. Elle est surprise, et violemment réprimandée. Elle finit par partir quelques mois plus tard, sous la colère des Poissonard.

#### Chapitre 6
En août 1942, les Poissonard décident d'aller rendre visite au maréchal Pétain pour lui offrir des œufs, pendant que leur boutique sera fermée un mois.

### Troisième partie

#### Chapitre 1
Léon Lécuyer s'installe à Lyon, écrit des poésies et tombe amoureux de Madeleine Gagnepain, pendant qu'il rend de petits services à la résistance.

#### Chapitre 2
Léon épouse Madeleine, qui attend un enfant de lui, et à force de travail acharné, obtient l'agrégation. Il résout ensuite de poignarder Pierre Laval, et de se sacrifier pour la France

#### Chapitre 3
Léon parle avec l'attaché de cabinet Legrandier de la Ravette, dont le frère était prisonnier avec lui. Le projet d'assassinat est découvert, et Léon arrêté croise les Poissonard arrivant à destination.

#### Chapitre 4
Les Poissonard offrent leurs œufs au maréchal Pétain, comme symbole de fidélité. Amplifié par la propagande, cet événement leur inspire de la fierté.

#### Chapitre 5
Madeleine vient à Paris, vivre chez Mme Lécuyer à qui elle apprend l'arrestation de son fils.

#### Chapitre 6
Les Poissonard sont très fiers de leur voyage à Vichy. Ils embauchent une nouvelle servante, Léonie Jaquet, qui vole de la nourriture, connaît plusieurs amants, et menace les crémiers de révéler leur malhonnêteté.

#### Chapitre 7
Léonie, devinant l'intention des Poissonard de la renvoyer, prévient le service de répression des fraudes. Celui-ci intervient, et fait fermer la crèmerie un mois. Léonie est ensuite renvoyée.

### Quatrième partie

#### Chapitre 1
Condamné à 20 ans de prison, Léon a pour camarades de cellule Delahausse, un trafiquant sans convictions politiques, et un certain Alphonse, détenu politique qui ne parle jamais. Delahausse finit par changer de cellule.

#### Chapitre 2
Léon comprend qu'Alphonse est communiste, et se rallie à sa cause. Les détenus impriment un journal clandestin.

#### Chapitre 3
Durant l'année 1943, les Poissonard sont très riches. Un soldat allemand, Hans Pfeiffer, très naïf, entreprend de sympathiser avec les Français dans la crèmerie, mais on se moque de lui sous cape.

#### Chapitre 4
Hans Rappoport, juif d'origine austro-hongroise, se réfugie au Bon Beurre après la déportation de sa femme, sa mère et sa fille. Les Poissonard donnent également de la nourriture à des résistants, afin de prévoir leur avenir à la libération.

#### Chapitre 5
À la Libération, les combats se déroulent loin de la rue de la crèmerie, les Poissonard ne craignent rien, mais édifient une barricade et se revendiquent gaullistes. Le soldat Hans Pfeiffer se réfugie chez eux, mais Charles-Hubert le trahit et le livre aux FFI, ce qui le range dans le camp des résistants.

### Épilogue
Léon est libéré, mais Alphonse est fusillé. Les Poissonard gagnent encore de l'argent jusqu'à l'abolition des tickets de rationnement (en 1948 en France). Legrandier de la Ravette devient député et épouse Jeannine Poissonard. Léon devient professeur et Henri Poissonard devient son élève ; ses parents demandent explicitement à Léon des bonnes notes pour leur fils, mais ce dernier refuse de travailler. Comme Henri doit doubler son année, Charles-Hubert écrit à son beau-fils qui fait muter Léon en Algérie.

## Adaptation
Une adaptation télévisée en deux parties en a été tirée en 1981 par Édouard Molinaro, mettant en scène Roger Hanin et Andréa Ferréol dans le rôle du couple de crémiers et Jean-Claude Dauphin dans celui de Léon. Au générique, le patronyme « Poissonard » est orthographié « Poissonnard ».

## Éditions
- Au bon beurre, Gallimard, 1952, 305 p. (ISBN 978-2-07-022124-0)